# Nehéz-Posony Márton
Nehéz-Posony Márton (1974. június – 2020. április) magyar ügyvéd, publicista, Nehéz-Posony István  ügyvéd fia. 

## Életpályája
Ügyvéd-dinasztiába született, apját megelőzően nagyapja, Nehéz-Posony József is ügyvéd volt. Gyerekkorában tévéműsorokban szerepelt, többek között a "Családi kör" című sorozatban és a "Tízen Túliak Társaságában". A Móricz Zsigmond Gimnáziumban érettségizett. Újságíróként kezdett dolgozni a Respublika című hetilapnál, majd a Magyar Hírlapnál, később pedig a Népszabadságnál. Az újságírás mellett 2000-ben szerzett jogi diplomát a budapesti Pázmány Péter Katolikus Egyetem Jog- és Államtudományi Karán. Adótanácsadói képesítést is szerzett. Édesapja, dr. Nehéz-Posony István halála előtt egy hónappal avatták ügyvéddé 2004-ben. Országosan ismert ügyvéddé akkor vált, amikor először apjával együtt, majd önállóan védte Princz Gábort az ún. Postabank-ügyben. Kezdetben büntetőügyeket vállalt, a későbbiekben egyre több személyiségi jogi és sajtójogi pert.
Éveken át volt jogásza a Magyar Újságírók Országos Szövetségének (MÚOSZ) és haláláig a HVG-nek.